# دیوار دفاعی قصر شیرین
دیوار دفاعی قصر شیرین مربوط به اواخر دوره ساسانیان است و در شهرستان قصر شیرین، بخش مرکزی، ۱۷ کیلومتری غرب قصر شیرین، مرز فعلی شهرستان قصر شیرین و سرپل ذهاب، کنار روستای فتاح بگ واقع شده و این اثر در تاریخ ۲۲ اسفند ۱۳۸۵ با شمارهٔ ثبت ۱۸۱۱۹ به‌عنوان یکی از آثار ملی ایران به ثبت رسیده است.